# Microaprendizagem

## Conceito
A aprendizagem é a aquisição de novos conhecimentos, capacidades, hábitos ou tendências por meio da experiência ou do ensino. A microaprendizagem (também chamada de microaprendizado, em Português do Brasil) é um tipo de aprendizagem que recorre a pequenas (i.e. micro, do Grego μικρός – mikros, se transliterado) unidades / sessões, permitindo que o estudante se concentre em poucos conceitos ou em experiências mais simples de cada vez.

## Origem e desenvolvimento
O termo microlearning (que significa microaprendizagem, em Inglês) surgiu em 1963 no livro The Economics of Human Resources, de Hector Correa. No entanto, apenas na década de 90 (com o advento da Internet) o termo começou a ganhar alguma relevância, graças à possibilidade de criar e pesquisar conteúdo educativo online, tendo o começo do século XXI marcado o início da aplicação desse tipo de aprendizagem.
Aplicações da microaprendizagem têm sido amplamente estudadas em diferentes áreas, quer no âmbito académico quer no da formação profissional e ao longo da vida.

## Características
- Curta duração (5-20 minutos por sessão)
- Focada num único tópico por sessão
- Tipicamente disponível como e-learning e de forma permanente (i.e, todos os dias e a qualquer hora)[6]
- Versatilidade no formato de entrega do conteúdo (e.g, texto, imagem, áudio, vídeo)[6]

## Vantagens
Estudos têm mostrado que aprofundamos a nossa aprendizagem e aumentamos a motivação quando nos concentramos num tema por um curto período de tempo, principalmente quando o conteúdo a aprender está online. Quando acumulamos demasiada informação na nossa memória de trabalho, poderemos experienciar sobrecarga cognitiva, o que torna a aprendizagem menos eficaz. Por outro lado, a capacidade humana de concentração num único assunto tem decrescido, tendo investigação científica chegado a revelar que a capacidade de atenção contínua enquanto se navega na Internet não ia além dos 8 segundos.
A microaprendizagem oferece ainda ao aprendiz uma maior autonomia (temporal e espacial) na organização do seu estudo ou treino, bem como uma maior eficiência na seleção dos conteúdos a aprender ou rever.

## Exemplos de plataformas educativas
Apresentam-se em seguida exemplos de websites ou aplicações educativos, cobrindo diversas áreas do conhecimento (e.g, matemática, ciências da vida, ciências sociais, engenharias, programação de computadores, idiomas), que à data recorrem (pelo menos parcialmente) à microaprendizagem. Note-se que alguns poderão representar serviços educativos pagos.
- Khan Academy
- Coursera
- Memrise
- Duolingo
- TedEd
- Skillshare
- Brilliant
- The Odin Project